# Astral Project
Astral Project (月の光, Tsuki no hikari) est un manga écrit par Marginal (pseudo de Caribu Marley) et dessiné par Shūji Takeya (竹谷 州史, Takeya Shūji). Il est prépublié dans le magazine Comic Beam entre 2005 et 2007 et est compilé en un total de quatre tomes par Enterbrain. La version française est publiée en intégralité par Sakka, la collection manga de Casterman.

## Synopsis
Lorsque Masahiko apprend le décès de sa sœur Asami par le biais d'un appel anonyme, il décide de rentrer chez ses parents afin de récupérer un souvenir d'elle. Il repartira avec le CD qui se trouvait dans son lecteur, probablement le dernier qu'elle ait écouté.
De retour chez lui, Masahiko va vite découvrir que ce simple CD de jazz va lui permettre de sortir de son enveloppe corporelle pour faire un voyage astral. Cette nouvelle capacité va amener de nouvelles questions : D'où vient cet étrange CD ? A-t-il le même effet sur les autres ? Et si Asami n'avait pas pu rejoindre son corps ?